# Walter Pöppel
Walter Emil Fritz Pöppel (* 17. November 1904 in Stettin; † 1993 in Stockholm) war ein deutsch-schwedischer Fotojournalist.

## Leben
Walter Emil Fritz Pöppel war mit Jenny Klemm verheiratet. Während seiner Lehrzeit zum Gärtner im pommerschen Stettin engagierte er sich gegen den Panzerkreuzerbau und für Kinderspeisungen. Ab 1924 war er in Dresden bei der Naturfreunde-Jugend organisiert und engagierte sich als Vorsitzender der Jungsozialisten gegen das Hoffähigmachen von Adolf Hitler und im Saalschutz für demokratische Veranstaltungen.
Ab 1931 war er Mitglied der Sozialistischen Arbeiterpartei Deutschlands. Im Juni 1933 konnte er auf dramatische Weise der Verhaftung nach Prag entweichen und wurde vom Deutschen Reich ausgebürgert. Dort leitete er bis Januar 1935 die Grenzstelle der Sozialistischen Arbeiterpartei (SAP). Im Januar 1935 löste er Walter Fabian und Willy Brandt in Berlin ab. Er hatte den Auftrag, abgerissene Verbindungen wiederherzustellen und nach Paris zu berichten. Im Juli 1935 wurde er in dieser Aufgabe durch Herbert Herklotz abgelöst.
Kurz vor der Besetzung des Sudetenland, 1938 migrierte die Familie Pöppel nach Stockholm. Dort war er Metallarbeiter, Fotograf und arbeitete an verschiedenen Zeitungen der schwedischen Arbeiterbewegung mit. Er schuf zahlreiche Fotoserien zu Natur, Landschaft, Städten, Land und Leuten Schwedens, die er über seine Fotoagentur „Illustrationsfoto“ vertrieb. Er war Mitglied der Sopade, der Gewerkschaftsgruppe der Metallarbeiter sowie des Free German League of Culture in Great Britain. Walter und Jenny Pöppel, sowie ihr ältester Sohn verloren 1939 offiziell die deutsche Staatsangehörigkeit und wurden somit staatenlos. Im Jahre 1948 erhielten sie die schwedische Staatsangehörigkeit.

## Werk
- Es war einmal : eine Jugend in Deutschland. Stockholm: Författares Bokmaskin, 1984.
  - auch Frankfurt, Main: Fischer, 1993. ISBN 3-89406-640-7
- „Deutschlands verlorene Jahre 1933 - 1945. Betrachtungen aus der Emigration.“ Stockholm: Författares Bokmaskin, 1986.
- „Jugoslawisches Mosaik – Reiseerinnerungen aus fünf Jahrzehnten“. Stockholm: Författares Bokmaskin, 1987.
- „Europas Hexenkessel – Ein Beitrag zur ältesten Geschichte Südosteuropas“. Författares Bokmaskin, 1989.